# Lapachito
Lapachito är en ort i Argentina.   Den ligger i provinsen Chaco, i den nordöstra delen av landet, 800 km norr om huvudstaden Buenos Aires. Lapachito ligger 66 meter över havet och antalet invånare är 1 448.
Terrängen runt Lapachito är mycket platt. Närmaste större samhälle är Makallé, 11,1 km sydost om Lapachito.
I omgivningarna runt Lapachito växer huvudsakligen savannskog. Runt Lapachito är det glesbefolkat, med 9 invånare per kvadratkilometer.